# 1975 no cinema

## Eventos
- 4 de março - Charlie Chaplin é distinguido com a Ordem do Império Britânico.
- Julho - fundação da Associação Brasileira de Cineastas.
- Stanley Kubrick filma Barry Lyndon.
- Andrei Tarkovsky lança seu filme mais autobiográfico com Zerkalo.
- Chantal Akerman dirige seu filme mais aclamado, Jeanne Dielman.
- François Truffaut filma A História de Adèle H..

## Principais filmes produzidos
- L'arbre de Guernica, de Fernando Arrabal
- Barry Lyndon, de Stanley Kubrick, com Ryan O'Neal e Marisa Berenson
- Benilde ou a Virgem Mãe, de Manoel de Oliveira
- Bite the Bullet, de Richard Brooks, com Gene Hackman, Candice Bergen e James Coburn
- A Boy and His Dog, de L. Q. Jones, com Don Johnson e Jason Robards
- Brannigan, de Douglas Hickox, com John Wayne, Richard Attenborough e Mel Ferrer
- Chronique des années de braise, de Mohammed Lakhdar-Hamina
- The Day of the Locust, de John Schlesinger, com Donald Sutherland
- Dersu Uzala, de Akira Kurosawa
- Die verlorene Ehre der Katharina Blum, de Volker Schlöndorff e Margarethe von Trotta
- Dog day afternoon, de Sidney Lumet, com Al Pacino e John Cazale
- Faustrecht der Freiheit, de Rainer Werner Fassbinder
- Funny Lady, de Herbert Ross, com Barbra Streisand, James Caan e Omar Sharif
- L'histoire d'Adèle H., de François Truffaut, com Isabelle Adjani
- India Song, de Marguerite Duras, com Delphine Seyrig
- Les innocents aux mains sales, de Claude Chabrol, com Romy Schneider e Rod Steiger
- Jaws, de Steven Spielberg, com Roy Scheider, Robert Shaw e Richard Dreyfuss
- Jeanne Dielman, 23, Quai du Commerce, 1080 Bruxelles, de Chantal Akerman, com Delphine Seyrig.
- Lisztomania, de Ken Russell, com Roger Daltrey, Rick Wakeman e Ringo Starr
- Love and Death, de e com Woody Allen e com Diane Keaton
- Lucky Lady, de Stanley Donen, com Gene Hackman, Liza Minnelli e Burt Reynolds
- The Man Who Would Be King, de John Huston, com Sean Connery e Michael Caine
- Monty Python and the Holy Grail, de Terry Gilliam e Terry Jones, com Graham Chapman, John Cleese, Terry Jones, Eric Idle e Michael Palin
- Nashville, de Robert Altman, com Keith Carradine, Geraldine Chaplin, Scott Glenn e Jeff Goldblum
- Night moves, de Arthur Penn, com Gene Hackman, James Woods e Melanie Griffith
- O Thiasos, de Theo Angelopoulos
- One Flew Over the Cuckoo's Nest, de Miloš Forman, com Jack Nicholson, Louise Fletcher, Brad Dourif, Danny DeVito e Christopher Lloyd
- Pastorali, de Otar Iosseliani
- Picnic at Hanging Rock, de Peter Weir
- O Princípio da Sabedoria, de António de Macedo, com Sinde Filipe, Nicolau Breyner e João d'Ávila
- Professione: reporter, de Michelangelo Antonioni, com Jack Nicholson e Maria Schneider
- The Return of the Pink Panther, de Blake Edwards, com Peter Sellers e Christopher Plummer
- The Rocky Horror Picture Show, de Jim Sharman, com Tim Curry e Susan Sarandon
- Rollerball, de Norman Jewison, com James Caan e Maud Adams
- Salò o le 120 giornate di Sodoma, de Pier Paolo Pasolini
- Le sauvage, de Jean-Paul Rappeneau, com Yves Montand e Catherine Deneuve
- Shampoo, de Hal Ashby, com Warren Beatty, Julie Christie e Goldie Hawn
- Three Days of the Condor, de Sydney Pollack, com Robert Redford, Faye Dunaway, Cliff Robertson e Max von Sydow
- Tommy, de Ken Russell, com Roger Daltrey, Oliver Reed, Ann-Margret e Elton John
- Trollflöjten, de Ingmar Bergman
- Zerkalo, de Andrei Tarkovski
- Ziemia obiecana, de Andrzej Wajda, com Andrzej Seweryn

## Nascimentos

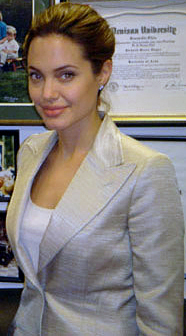
Angelina Jolie

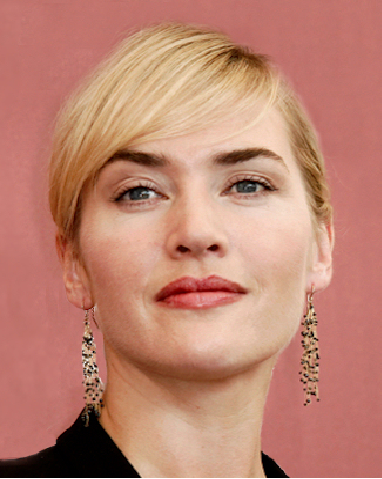
Kate Winslet

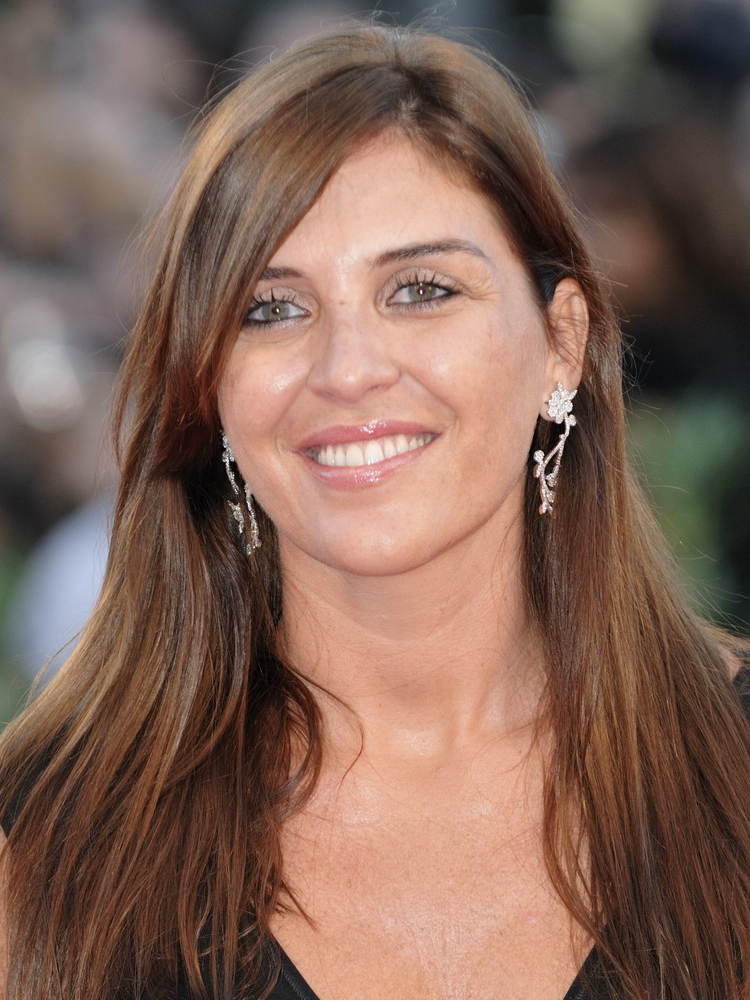
Gisella Marengo

| Data            | Nome                    | Profissão       | Nacionalidade                  | Observações | Ref |
| --------------- | ----------------------- | --------------- | ------------------------------ | ----------- | --- |
| 5 de janeiro    | Bradley Cooper          | ator            | Estados Unidos                 |             |     |
| 25 de janeiro   | Mia Kirshner            | atriz           | Canadá                         |             |     |
| 4 de fevereiro  | Natalie Imbruglia       | cantora e atriz | Austrália                      |             |     |
| 13 de fevereiro | Tony Dalton             | ator            | Estados Unidos                 |             |     |
| 22 de fevereiro | Drew Barrymore          | atriz           | Estados Unidos                 |             |     |
| 9 de março      | Chaske Spencer          | ator            | Estados Unidos                 |             |     |
| 15 de março     | Eva Longoria            | actriz          | México                         |             |     |
| 16 de março     | Sienna Guillory         | atriz           | Inglaterra                     |             |     |
| 20 de março     | Arath de la Torre       | ator            | México                         |             |     |
| 2 de abril      | Adam Rodriguez          | actor           | Estados Unidos                 |             |     |
| 7 de abril      | Heather Burns           | atriz           | Estados Unidos                 |             |     |
| 12 de abril     | Camila Morgado          | atriz           | Brasil                         |             |     |
| 4 de maio       | Kimora Lee Simmons      | atriz           | Estados Unidos                 |             |     |
| 13 de maio      | Itatí Cantoral          | atriz           | México                         |             |     |
| 14 de maio      | Thalma de Freitas       | atriz e cantora | Brasil                         |             |     |
| 28 de maio      | Park Myung-hoon         | ator            | Coreia do Sul                  |             |     |
| 29 de maio      | Danton Mello            | ator            | Brasil                         |             |     |
| 3 de junho      | Cacau Protásio          | atriz           | Brasil                         |             |     |
| 4 de junho      | Angelina Jolie          | atriz           | Estados Unidos                 |             |     |
| 10 de junho     | Nicole Bilderback       | atriz           | Coreia do Sul / Estados Unidos |             |     |
| 17 de junho     | Chloe Jones             | atriz           | Estados Unidos                 | m. 2005     |     |
| 19 de junho     | Poppy Montgomery        | atriz           | Austrália                      |             |     |
| 27 de junho     | Tobey Maguire           | ator            | Estados Unidos                 |             |     |
| 16 de julho     | Ana Paula Arósio        | atriz           | Brasil                         |             |     |
| 28 de julho     | Ana Brito e Cunha       | atriz           | Portugal                       |             |     |
| 7 de agosto     | Charlize Theron         | atriz           | África do Sul                  |             |     |
| 16 de agosto    | Taika Waititi           | diretor         | Nova Zelândia                  |             |     |
| 22 de agosto    | Rodrigo Santoro         | ator            | Brasil                         |             |     |
| 23 de setembro  | Jaime Bergman           | modelo e atriz  | Estados Unidos                 |             |     |
| 30 de setembro  | Marion Cotillard        | atriz           | França                         |             |     |
| 5 de outubro    | Parminder Nagra         | atriz           | Inglaterra                     |             |     |
| 5 de outubro    | Kate Winslet            | atriz           | Inglaterra                     |             |     |
| 31 de outubro   | Johnny Whitworth        | ator            | Estados Unidos                 |             |     |
| 11 de novembro  | Angélica Vale           | Atriz, Cantora  | México                         |             |     |
| 11 de novembro  | Jon-Adrian Velazquez    | ator e ativista | Estados Unidos                 |             |     |
| 16 de novembro  | André Gonçalves Barbosa | ator            | Brasil                         |             |     |
| 16 de dezembro  | Gisella Marengo         | atriz           | Itália                         |             |     |
| 17 de dezembro  | Milla Jovovich          | cantora e atriz | Ucrânia/ Estados Unidos        |             |     |
| 27 de dezembro  | Heather O'Rourke        | atriz           | Estados Unidos                 | m. 1988     |     |

## Mortes

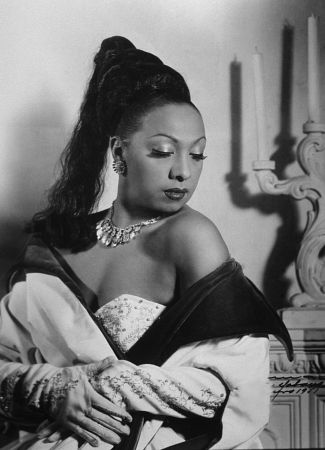
Josephine Baker

| Data            | Nome                | Profissão                                 | Nacionalidade           | Observações | Ref |
| --------------- | ------------------- | ----------------------------------------- | ----------------------- | ----------- | --- |
| 24 de janeiro   | Larry Fine          | ator e comediante membro dos Três Patetas | Estados Unidos          | n. 1902     |     |
| 17 de fevereiro | George Marshall     | cineasta                                  | Estados Unidos          | n. 1891     |     |
| 8 de março      | George Stevens      | cineasta                                  | Estados Unidos          | n. 1904     |     |
| 14 de março     | Susan Hayward       | atriz                                     | Estados Unidos          | n. 1917     |     |
| 12 de abril     | Josephine Baker     | atriz, cantora e dançarina                | Estados Unidos / França | n. 1906     |     |
| 14 de abril     | Fredric March       | cineasta                                  | Estados Unidos          | n. 1891     |     |
| 4 de maio       | Moe Howard          | ator e comediante membro dos Três Patetas | Estados Unidos          | n. 1897     |     |
| 28 de maio      | Lung Chien          | ator e diretor de cinema                  | Hong Kong               | n. 1916     |     |
| 30 de maio      | Michel Simon        | ator                                      | França                  | n. 1895     |     |
| 25 de agosto    | Joseph Kane         | cineasta, produtor, roteirista, montador  | Estados Unidos          | n. 1894     |     |
| 2 de novembro   | Pier Paolo Pasolini | escritor, poeta e cineasta                | Itália                  | n. 1922     |     |
| 19 de dezembro  | William A. Wellman  | cineasta                                  | Estados Unidos          | n. 1896     |     |
| 23 de dezembro  | Bernard Herrmann    | compositor e maestro                      | Estados Unidos          | n. 1911     |     |